# Marcelino Uberte de la Cerda
Marcelino Uberte de la Cerda (Tauste, 1589-segunda mitad del siglo xvii) fue un médico español.

## Biografía
Nacido en el seno de una familia de intelectuales de Tauste (Zaragoza), consta que fue bautizado el 23 de agosto de 1589. Fue catedrático de medicina de las universidades de Alcalá de Henares y, posteriormente, de la de Zaragoza, en la que figuraba como catedrático de vísperas en 1639. Ejerció, asimismo, en el Hospital Real y General de dicha ciudad.

## Obra
- Dissertatio de Risu Sacræ post ostium Tabernaculi: Gen. 18, dedicada a los protomédicos de cámara Juan Negrete y Benito Vázquez Matamoros.[3]
- De pinguedine pingue comentariolum, in quo natura, causæ, modus generationis, et varia problemata explicantur: noraque paradoxa verssima tamen de sedimine urinæ opinio stabilitur (Zaragoza, Diego de la Torre, 1622), dedicada a los doctores Luis del Valle, Francisco de Herrera y Antonio Ponce de Santa Cruz; aprobada por Juan Francisco Arguillur, protomédico de Aragón.[3]
- Apologetica censura in Zucarum rosarum solutium nostra provincia usurpatum: ad nobilisimam Cæsaraugustanam Aragonum Coronae coronatum (Huesca, Pedro Blusón, 1628)[3]
- Francisci Labana, medicinae laureati tentameu pro apologetica D. Marcellinis Uberte, sui in Complutensi Academia præceptoris cum D. Francisco Ruiz, etc. (Huesca, Pedro Blusón, 1630)[3]
- Tractatus de inopinata causa variolarum, et morbillorum, febris principio intrinseco, remedioque prophilactico pestis, quibus accesit de pinguedine cum paradoxa urinæ sedimenti (Huesca, Pedro Blusón, 1635), aprobada por Francisco Magallón y dedicada a Pedro Apaolaza Ramírez, arzobispo de Zaragoza.[3]
- Medicina Sacra, in qua loca Sacræ Scripturæ, quæ philosophiam aut medicinam redolent, medice et phisice illustrantur (Zaragoza, en su Hospital General, 1645), dirigida al príncipe Baltasar Carlos de Austria.[3]
- Varias composiciones poéticas[3]
- Consultas médicas[3]